# Гней Помпей Коллега
Гней Помпе́й Колле́га (лат. Gnaeus Pompeius Collega; ? — після 76) — військовий та державний діяч часів ранньої Римської імперії, консул-суффект 71 року.

## Життєпис
Його рід Помпеїв був лат. homo novus. Про молоді роки його невідомо. Службу розпочав у римському війську. Брав участь у придушенні Першого юдейського повстання у 66-69 роках. У 69 році служив у IV Скіфському легіоні, який 70 року очолив як імператорський легат. На цій посаді придушив заворушення в Антіохії. У 71 році став консулом-суфектом разом із Квінтом Юлієм Кордом. З 74 до 76 року як пропретор керував провінціями Галатія та Каппадокія. Про подальшу його долю немає відомостей.

## Родина
- син Секст Помпей Коллега, консул 93 року.